# Jordi Font i Rodon
Jordi Font Rodon (Tarragona, 10 de agosto de 1924-Sant Cugat del Vallés, 26 de julio de 2024) fue un psiquiatra y religioso jesuita español.

## Vida profesional
Se licenció en Barcelona en medicina y cirugía en 1949, en filosofía en 1956 y en teología en 1962 en Fráncfort del Meno. Se especializó en oftalmología en 1950 y en psiquiatría en 1964. Se doctoró en 1958 en la Universidad de Barcelona. Fue profesor de la Escuela Profesional de psiquiatría de la facultad de medicina de la Universidad de Barcelona (1964-82). Director del departamento de psiquiatría y salud mental del Hospital Sant Pere Claver (1965-87) y cofundador de la Fundación Vidal i Barraquer (1964), de la que actualmente es patrón. El 23 de abril de 2014 dicha fundación recibió la Cruz de Sant Jordi de parte de la Generalidad de Cataluña.

## Premios y reconocimientos
Ha sido galardonado por su trayectoria profesional y humana con el Premio Jordi Gol, concedido por la Academia de Ciencias Médicas de Cataluña y Baleares (1989), la medalla Narcís Monturiol al progreso científico y tecnológico (2004) y la Cruz Sant Jordi de la Generalidad de Cataluña (2004). Ha publicado artículos y libros científicos, como Mente humana y experiencia religiosa (1991), Religió, psicopatología i salut mental (1999), además de la definición de salud mental recogida en la ponencia Función social de la medicina, en el X Congreso de médicos y biólogos de lengua catalana (1976).

## Obras Publicadas
- Font, Jordi. Mente humana y experiencia religiosa (1991)
- Font, Jordi. Religión, psicopatología y salud mental (1999)
- Font, Jordi. El malestar en las sociedades del bienestar (1999)
- Font, Jordi. Espiritualidad y salud mental (2006)